# Martin Page
Martin Page (7 de febrero de 1975) es un escritor francés, autor de la novela superventas Comment je suis devenu stupide. Es considerado uno de los novelistas contemporáneos que mejor y con más humor han reflejado la desesperación social de la cultura occidental.[cita requerida]

## Primeros años
Martin Page nació en París en 1975. Su madre es Christiane Page, académica y autora de numerosos libros publicados por Presses Universitaires de Bretagne. A los diez años decidió que quería ser escritor.
Pasó su juventud en los suburbios del sur de París, vivió en el distrito de Château-Rouge de París y después en Nantes. Resaltó la oposición entre París y sus suburbios para afirmar su apego a la idea de una gran ciudad, declarando en una entrevista:
Vivo en París desde hace siete años; antes vivía en los suburbios del sur. Como el personaje principal de mi novela [Peut-être une histoire d'amour, 2008], amo esta ciudad porque sé lo que es no vivir allí, vivir en lugares donde no hay nada, donde no puedes hacer nada sin un coche. Mi teoría es que para amar París, primero debes haber vivido en otro lugar.
Estudió en la universidad numerosas disciplinas humanistas sin un plan preciso, tales como derecho, psicología, filosofía, historia del arte, sociología, antropología y lingüística. Paralelamente a sus estudios, tuvo muchos trabajos: vigilante nocturno, trabajador de la limpieza en fiestas o supervisor en un internado.
En 1989 estuvo en un campo de las juventudes comunistas en la Unión Soviética, adonde volvió para estudiar la fauna local de Kaluga.

## Carrera
La obra de Martin Page se compone principalmente de novelas. Publicó su primera novela a los 25 años (Comment je suis devenu stupide, 2000) y rápidamente se convirtió en un éxito editorial. Ha escrito varias obras de teatro, guiones de cine y novelas.
Paralelamente a su creación novelística, Page ha escrito libros de literatura juvenil en los que aborda temas serios, dándoles un enfoque poético y con humor, como el maltrato infantil en Le garçon de toutes les couleurs (2007), donde los colores del rostro del niño se deben a los golpes que recibe.
También ha escrito algunos ensayos. El primero, De la pluie, fue publicado por Ramsay en 2007. Sus ensayos abordan temas sociales. En 2014 publicó el ensayo Manuel d'écriture et de survie, muy crítico con el mundo literario, en forma de falsa correspondencia a la manera de Cartas a un joven poeta, de Rainer Maria Rilke. Su libro Les animaux ne sont pas comestibles, publicado en 2017, trata sobre la defensa de la causa animal y el veganismo: «Ser vegano ha cambiado mi forma de escribir». En 2018 aborda en Au-delà de la pénétration el tema de la penetración masculina, de la sexualidad de hombres y mujeres de hoy, un tema delicado tratado con retrospectiva y humor; publicado inicialmente en 2018 por Monstrograph, el libro se agotó rápidamente y, ante este éxito, Le nouvel Attila lo reeditó a partir de enero de 2020.
En 2011 creó un blog bajo el seudónimo de Pit Agarmen (anagrama de Martin Page). Publicó un libro bajo este alias con Éditions Robert Laffont, La nuit a dévoré le monde, una novela de zombis cuya adaptación cinematográfica fue dirigida por Dominique Rocher en 2018. Con el mismo seudónimo escribió Je suis un dragon, una novela protagonizada por una superheroína.
Sus novelas han sido traducidas a numerosos idiomas.

### Editorial Monstrograph
Page creó, junto a la escritora Coline Pierré, una microeditorial asociativa, Monstrograph, para publicar proyectos colectivos, reediciones y textos originales de los autores. Han publicado Hombres, los odio, de Pauline Harmange, Poétique réjouissante du lubrifiant, de Lou Sarabadzic, Nos existences handies, de Zig Blanquer, y varios proyectos colectivos.
En agosto de 2020, Monstrograph recibió amenazas de persecución penal por parte de un funcionario del Ministerio de Igualdad entre Mujeres y Hombres francés tras la publicación de Hombres, los odio, de Pauline Harmange. El resultado fue un efecto Streisand, que provocó que el libro se agotara en unas pocas semanas a pesar de crear varias ediciones nuevas: Éditions du Seuil compró el libro para volver a publicarlo en octubre de 2020 y las editoriales estadounidenses e inglesas hicieron ofertas para traducirlo y publicarlo.
La editorial cerró el 31 de diciembre de 2022.

## Obras

### Novelas
- Cómo me convertí en un estúpido, o Cómo me he vuelto estúpido (Comment je suis devenu stupide) (2000), ISBN 9782842630409
- Une parfaite journée parfaite (2002), ISBN 9782748107760
- El vuelo de la libélula (La libellule de ses huit ans) (2003),[18] ISBN 9782842630683
- Uno se va acostumbrando al fin del mundo (On s'habitue aux fins du monde) (2005), ISBN 9782842631123
- Peut-être une histoire d'amour (2008), ISBN 9782879296173
- La disparition de Paris et sa renaissance en Afrique (2010), ISBN 9782879297033
- La mauvaise habitude d'être soi (2010), ilustrada por Quentin Faucompré, ISBN 9782757828830
- La nuit a dévoré le monde (2012), con seudónimo Pit Agarmen, ISBN 9782221132869
- L'apiculture selon Samuel Beckett (2013), ISBN 978-2823600070
- Je suis un dragon (2015), con seudónimo Pit Agarmen, ISBN 9782221145395
- L'art de revenir à la vie (2016), ISBN 9782021174960

### Novelas juveniles
Serie Flora et Max, con Coline Pierré:
1. La folle rencontre de Flora et Max (2015), ISBN 9782211223942
2. Les nouvelles vies de Flora et Max (2018), ISBN 9782211239035

Independientes:
- Traité sur les miroirs pour faire apparaitre les dragons (2009), ISBN 9782211094641
- Le club des inadaptés (2010), ISBN 9782211201575
- Plus tard, je serai moi (2012), ISBN 9782812604911

### Novelas infantiles
- Le garçon de toutes les couleurs (2007), ISBN 9782211085373
- Je suis un tremblement de terre (2009), ISBN 9782211094559
- Conversation avec un gâteau au chocolat (2009), ilustrada por Aude Picault, ISBN 9782211091770
- Le zoo des légumes (2013), ilustrada por Sandrine Bonini, ISBN 9782211213219
- La première fois que j'ai (un peu) changé le monde (2018), ISBN 9782809661064

### Cuentos juveniles
- "L'invention d'un secret" (2007), contenido en la colección Juke-box (ISBN 9782211086158)

### Libros infantiles
Libros ilustrados:
- La bataille contre mon lit (2011), ilustrado por Sandrine Bonini, ISBN 9782360800230
- La recette des parents (2016), ilustrado por Quentin Faucompré, ISBN 9782812611339
- Le permis d'être un enfant (2019), ilustrado por Ronan Badel, ISBN 9782075097994

### Cómics
- Le banc de touche (2012), con Clément C. Fabre, ISBN 9782365350051
- Tu vas rater ta vie et personne ne t'aimera jamais (2012), ISBN 9791090425354
- 16 ways to get a boner (2013)[19]
- If diseases were desserts (2013)[20]

### Poemas
- 24 putain de poèmes de Noël (2021), colección de 24 poemas[21]
- Un accident entre le monde et moi (2022), colección de poemas, ISBN 978-2362294303

### No ficción
Ensayos:
- De la pluie (2007), ISBN 9782841148516
- Manuel d'écriture et de survie (2014), ISBN 9782021174885
- La charité des pauvres à l'égard des riches (2015), ilustrado por Quentin Faucompré, ISBN 9791095668015
- Les animaux ne sont pas comestibles (2017), ISBN 978-2221193389
- Au-delà de la pénétration (2020), ISBN 9782371000926

Autoayuda:
- N'essayez pas de changer : le monde restera toujours votre ennemi (2018), ilustrado por Coline Pierré, ISBN 9782956536123

Epistolario:
- Nous avons des armes et nous ne savons pas nous en servir (2011), con Jakuta Alikavazovic, ISBN 9782913192980

## Distinciones

### Premios
- Premio de novela Étonnants Voyageurs de Ouest-Franc 2010, por La disparition de Paris et sa renaissance en Afrique[22]
- Premio del Salón del Libro de Chaumont (Alto Marne) 2013, por L'apiculture selon Samuel Beckett

### Nominaciones
- Finalista del premio Renaudot 2008, por Peut-être une histoire d'amour[23]
- Elegido en primera y segunda selección para el premio de Flore 2012, por La nuit a dévoré le monde[24]

## Adaptaciones
- Comment je suis devenu stupide (2004), cómic de Nicolas Witko, basado en la novela Cómo me convertí en un estúpido
- Talvez uma História de Amor (2018), película dirigida por Rodrigo Bernardo, basada en la novela Peut-être une histoire d'amour
- La nuit a dévoré le monde (2018), película dirigida por Dominique Rocher, basada en la novela La nuit a dévoré le monde
- Le club des inadapté.e.s (2021), cómic de Cati Baur, basado en la novela Le club des inadaptés